# Masters de Canadá 2002

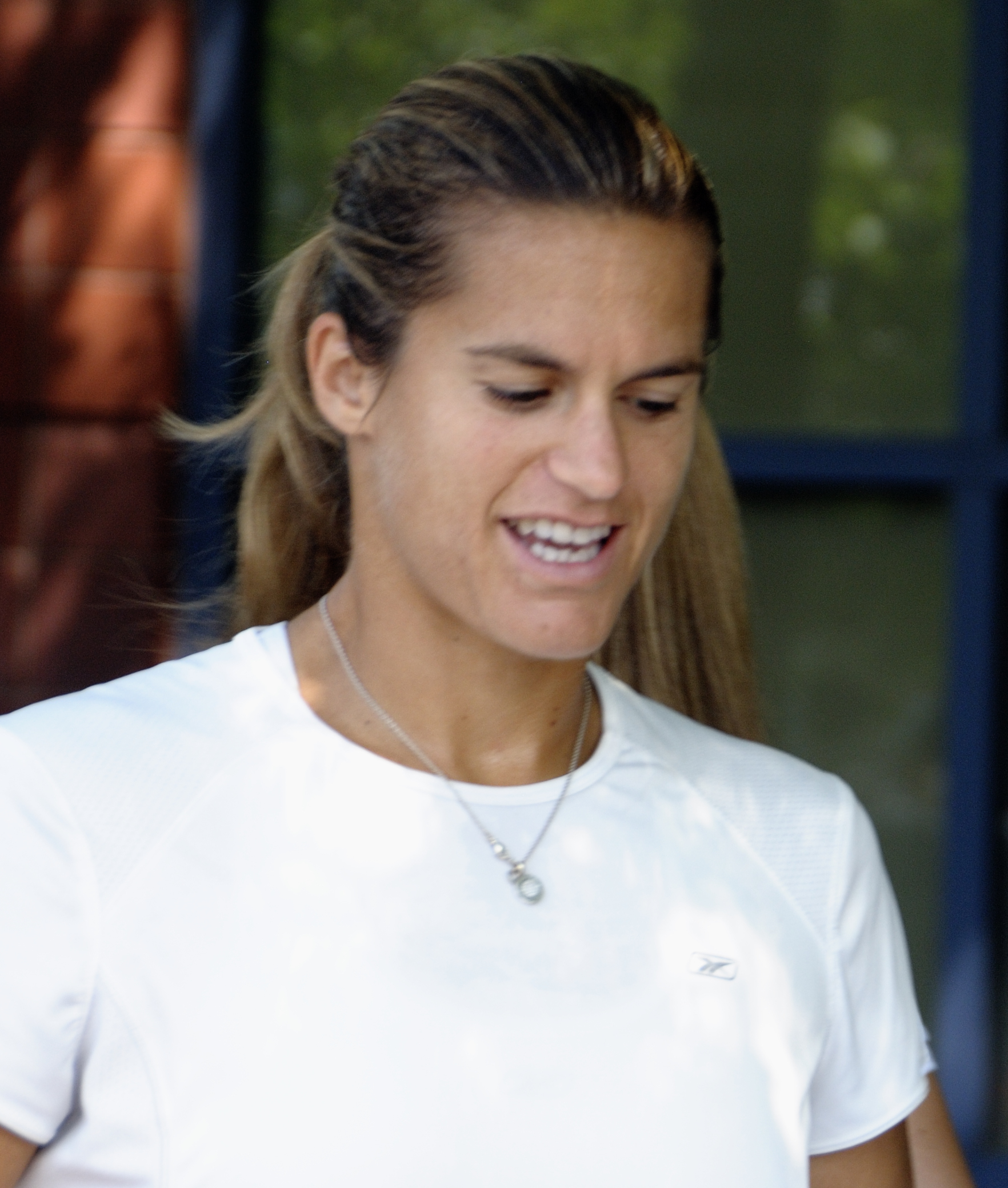
Amélie Mauresmo en el US Open 2009

El Masters de Canadá 2002 (también conocido como 2002 Canada Masters and the Rogers AT&T Cup por razones de patrocinio) fue un torneo de tenis jugado sobre pista dura. Fue la edición número 113 de este torneo. El torneo masculino formó parte de los ATP World Tour Masters 1000 en la ATP. La versión masculina se celebró entre el 29 de julio y el 4 de agosto de 2002.

## Campeones

### Individuales masculinos
Guillermo Cañas vence a  Andy Roddick, 6–4, 7–5.

### Dobles masculinos
Bob Bryan /  Mike Bryan vencen a  Mark Knowles /  Daniel Nestor, 4–6, 7–6 (7–1), 6–3.

### Individuales femeninos
Amélie Mauresmo vence a  Jennifer Capriati, 6–4, 6–1.

### Dobles femeninos
Virginia Ruano Pascual /  Paola Suárez vencen a  Rika Fujiwara /  Ai Sugiyama, 6–4, 7–6 (7–4).